# Konrad I. Koroški
Konrad I. ( ok. 975 – 12. ali 15. december 1011), član dinastije Salijcev, je bil od leta 1004 do smrti koroški vojvoda.

## Biografija
Bil je tretji sin koroškega vojvode Otona I. (um. 1004), ki je ob njegovem rojstvu vladal Wormsgau v Renski Frankoniji. Konrad je bil tako mlajši brat grofa Henrika Speyerskega (um. okoli 990), oče prvega salijskega cesarja Konrada II., in brat Bruna (um. 999), ki se je pripravljal na cerkveno kariero in postal prvi nemški papež kot Gregor V. leta 996. Njegov salijski dedek Konrad Rdeči je bil zvest podpornik nemškega kralja Otona I. in je bil leta 944 povezan z vojvodino Lotaringijo (Lorraine). Tesne odnose z vladajočo otonsko dinastijo je zgradil tako, da se je leta 947 poročil s kraljevo hčerko Liutgarde. Vendar ga je leta 953 odstavil Otonov sin, vojvoda Liudolf Švabski, zaradi njegove vpletenosti v neuspešen upor proti njegovemu stricu vojvodi Henriku I. Bavarskemu.
Konradov oče Oton iz Wormsa je vladal več frankovskim Gaue, prvič mu je vojvodino Koroško podelil cesar Oton II. po odstavitvi luitpoldingskega vojvode Henrika mlajšega v vojni treh Henrikov leta 978. Oton iz Wormsa je ostal privrženec otonske dinastije, čeprav se je moral odpovedati vojvodini, ko se je cesarjeva vdova Teofana leta 985 spravila s Henrikom mlajšim. Šele po smrti otonskega vojvode Henrika II. Bavarskega leta 995 je ponovno dobil Koroško in vladal tudi v Veronski marki.
Konrad je že preživel svoje starejše brate, ko je bil po nenadni smrti cesarja Otona III. leta 1002 njegov oče Oton iz Wormsa kandidat na nemških kraljevih volitvah, vendar se je odrekel v korist otonskega vojvode Henrika IV. Bavarskega, sina pokojnega vojvode Henrika II. Bavarskega. Tega leta ali približno tega leta se je Konrad poročil z Matildo, hčerko Henrikovega tekmeca, konradinskega vojvode Hermana II. Švabskega. Za razliko od očeta je Konrad podprl Hermanovo ponudbo za nemški prestol. Končno je bil Henrik 7. junija izvoljen in okronan za kralja Rimljanov (kot Henrik II.).
Konrad in Matilda sta imela dva sinova:
- Konrad mlajši, koroški vojvoda iz leta 1036[2]
- Bruno, škof v Würzburgu od leta 1034.

Konradova poroka z Matildo je bila sorodstvena in jo je obsodil Henrik II. (tekmec njenega očeta) na sinodi v Thionvillu (januarja 1003). Kljub temu je par ostal skupaj do Konradove smrti leta 1011.
Ko je leta 1004 umrl Oton iz Wormsa, ga je lahko nasledil njegov edini preživeli sin Konrad kot koroški vojvoda in veronski mejni grof. Po Konradovi zgodnji smrti je bil njegov mladoletni sin z Matildo, Konrad mlajši, prepuščen v nasledstvu za vojvodino Koroško. Namesto tega je nemški kralj Henrik II. vojvodino prepustil Adalbertu Eppensteinskemu, ki je bil poročen z Matildino sestro Beatrice. Konrad je bil pokopan v katedrali Worms. Njegova vdova Matilda se je drugič poročila z vojvodo Friderikom II. Lotarinškim (um. 1026) in tretjič z askanskim grofom Esico iz Ballenstedta.